# Highlands (Texas)
Highlands es un lugar designado por el censo ubicado en el condado de Harris en el estado estadounidense de Texas. En el Censo de 2010 tenía una población de 7.522 habitantes y una densidad poblacional de 445,1 personas por km².

## Geografía
Highlands se encuentra ubicado en las coordenadas 29°48′46″N 95°3′28″O / 29.81278, -95.05778. Según la Oficina del Censo de los Estados Unidos, Highlands tiene una superficie total de 16.9 km², de la cual 12.64 km² corresponden a tierra firme y (25.18%) 4.26 km² es agua.

## Demografía
Según el censo de 2010, había 7.522 personas residiendo en Highlands. La densidad de población era de 445,1 hab./km². De los 7.522 habitantes, Highlands estaba compuesto por el 84.15% blancos, el 3.14% eran afroamericanos, el 0.92% eran amerindios, el 0.36% eran asiáticos, el 0% eran isleños del Pacífico, el 9.13% eran de otras razas y el 2.3% pertenecían a dos o más razas. Del total de la población el 24.82% eran hispanos o latinos de cualquier raza.

## Transporte
La División de Servicios de Tránsito del Condado de Harris gestiona servicios de transporte.

## Educación
El Distrito Escolar Independiente Consolidado de Goose Creek gestiona escuelas públicas.
La Biblioteca Pública del Condado de Harris gestiona la Biblioteca Sucursal Stratford en Highlands.